# Djurgårdens IF (femenino)
El Djurgårdens IF Femenino es un club de fútbol femenino sueco con sede en Estocolmo. Es la sección femenina del Djurgardens IF y juega en la Damallsvenskan, máxima categoría del fútbol femenino en Suecia. Hace de local en el Estadio Olímpico de Estocolmo, con una capacidad para 14.417 espectadores.

## Historia

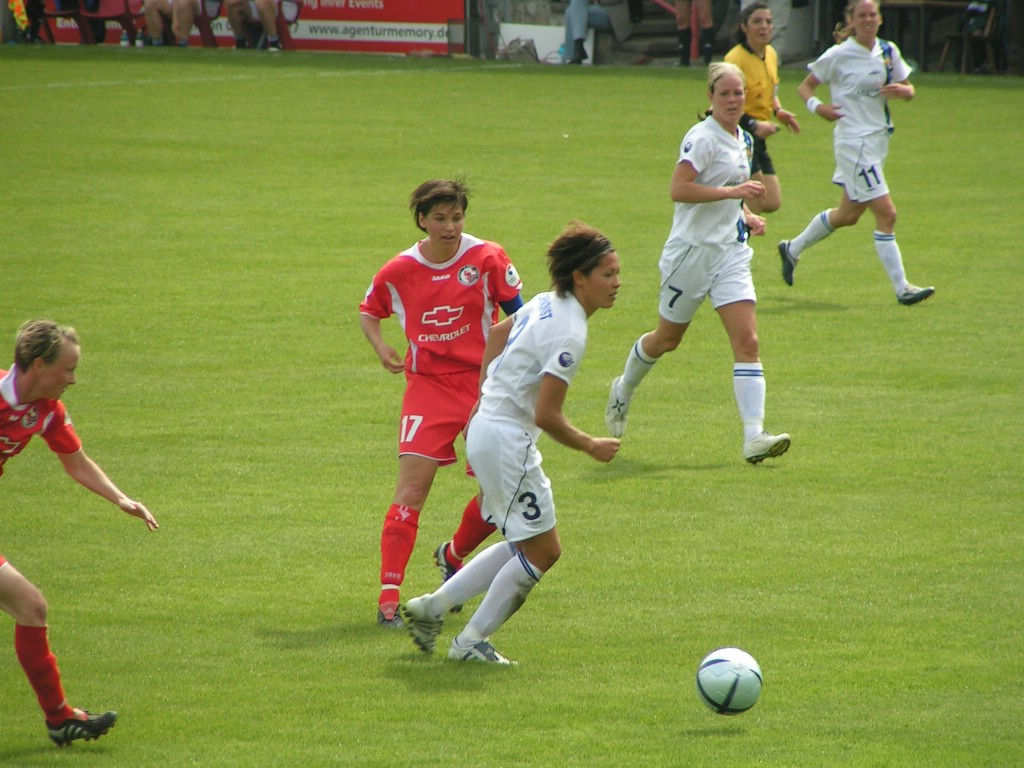
El Djurgården/Älvsjö (de blanco) se enfrenta al 1. FFC Turbine Potsdam en la final de la Liga de Campeones de 2014-15.

El Djurgarden debutó en la Damallsvenskan en 1997. Tres años después ganó su primer título, una Copa. También llegó a la final de la Copa en 1999 y 2001, pero las perdió. 
El equipo parecía consolidado en la parte alta de la tabla, pero el empujón definitivo llegó en 2003 al fusionarse con el Älvsjö AIK. Entre 2003 y 2005 el Djurgarden/Älvsjö ganó dos Ligas, dos Copas y tras eliminar al Umea y al Arsenal alcanzó la final de la Copa de Europa. La perdió contra el Turbine Potsdam, que también les eliminó en las semifinales al año siguiente. 
En 2007 los dos clubes se separaron, y a partir de 2008 el Djurgarden cayó a la mitad baja de la tabla. En 2012 descendió a Segunda División. Volvió a la Primera División en 2016.

## Trayectoria

### Ligas nacionales
|                           | 97  | 98  | 99  | 00  | 01  | 02  | 03  | 04  | 05 | 06  | 07  | 08  | 09  | 10  | 11  | 12   | 13  | 14  | 15  | 16  | 17  | 18  | 19   | 20  |
| ------------------------- | --- | --- | --- | --- | --- | --- | --- | --- | -- | --- | --- | --- | --- | --- | --- | ---- | --- | --- | --- | --- | --- | --- | ---- | --- |
| Damallsvenskan (1.º div.) | 6.º | 8.º | 4.º | 4.º | 4.º | 5.º | 1.º | 1.º | 3º | 2.º | 2.º | 5.º | 6.º | 8.º | 7.º | 11.º |     |     |     | 6.º | 6.º | 8.º | 10.º | 9.º |
| Elitettan (2.º div.)      |     |     |     |     |     |     |     |     |    |     |     |     |     |     |     |      | 9.º | 4.º | 2.º |     |     |     |      |     |

### Liga de Campeones
|      | Fase previa | Dieciseisavos | Octavos                               | Cuartos        | Semifinales     | Final           |
| ---- | ----------- | ------------- | ------------------------------------- | -------------- | --------------- | --------------- |
| 2005 |             |               | 5-0 Aegina, 3-2 Athletic, 0-1 Arsenal | 2-1 1-0 Umea   | 1-1 1-0 Arsenal | 0-2 1-3 Turbine |
| 2006 |             |               | 2-1 Valur, 3-0 Alma, 7-0 Masinac      | 2-0 0-0 Sparta | 2-3 2-5 Turbine |                 |

## Palmarés

### Torneos nacionales
| Competición             | Títulos | Subcampeonatos | Años campeón        | Años subcampeón     |
| ----------------------- | ------- | -------------- | ------------------- | ------------------- |
| Damallsvenskan          | 2       | 3              | 2003, 2004          | 1991, 2006, 2007    |
| Copa de Suecia Femenina | 3       | 3              | 1999-00, 2004, 2005 | 1998-99, 2001, 2010 |
| Elitettan               | 0       | 1              | –                   | 2015                |

### Torneos internacionales
| Competición       | Títulos | Subcampeonatos | Años campeón | Años subcampeón |
| ----------------- | ------- | -------------- | ------------ | --------------- |
| Liga de Campeones | 0       | 1              | –            | 2005            |